# Горчин Стојановић
Горчин Стојановић (Сарајево, 19. октобар 1966) је српски редитељ. Син је сценаристе и редитеља Велимира Стојановића и синовац редитеља Николе Стојановића. Отац му је родом из Душанова код Лесковца. Мајка му је родом из Витине код Љубушког. Ујак му је академик Ибрахим Бушатлија.
Поред редитељског рада у позоришту и на филму, познат је и као писац колумни у више листова и као аналитичар и коментатор дневних и политичких дешавања у земљи. Он је уметнички директор Југословенског драмског позоришта од 2001.

## Филмографија
| Год.       | Назив                      | Жанр     | Награда |
| ---------- | -------------------------- | -------- | ------- |
| 2025.      | Пасјача (серија) (серија)  | драма    |         |
| 2022-2024. | Тајне винове лозе (серија) | драма    |         |
| 2019.      | Дуг мору (серија)          | драма    |         |
| 2009.      | Оно као љубав (серија)     | комедија |         |
| 2002.      | Лисице (серија)            | комедија |         |
| 1998.      | Стршљен                    | драма    |         |
| 1995.      | Убиство с предумишљајем    | драма    |         |

## Театрографија
- Хамлет у Мрдуши Доњој, 29.06.1988, Београд, Звездара театар[5]
- Дозивање птица, 07.04.1989, Београд, Југословенско драмско позориште[5]
- Драга Јелена Сергејевна, 05.11.1989, Београд, Југословенско драмско позориште[5]
- Жабар, 28.04.1991, Београд, Атеље 212[5]
- Свети Ник, 21.02.1992, Београд, Битеф театар[5]
- Хамлет, 07.10.1992, Београд, Југословенско драмско позориште[5]
- Мајн Кампф, 20.06.1993, Београд, Југословенско драмско позориште[5]
- Последњи дани човечанства, 23.09.1994, Београд, Југословенско драмско позориште[5]
- Случај Хинкеман, 10.03.1996, Београд, Битеф театар[5]
- Принц - Аркадина авантура, 24.10.1996, Београд, Позориште „Бошко Буха” Београд[5]
- У пламену страсти, 12.03.1997, Београд, Звездара театар[5]
- Мој отац у борби против ниткова из свемира, 11.04.1998, Београд, Звездара театар[5]
- Родољупци, 27.02.1999, Београд, Београдско драмско позориште[5]
- Клинч, 13.03.2000, Београд, Позориште 'Бошко Буха'[5]
- Чиода са две главе, 17.05.2001, Београд, Београдско драмско позориште[5]
- Буђење пролећа, 29.09.2001, Сомбор, Народно позориште у Сомбору[5]
- Шопинг и Факинг, 21.02.2002, Београд, Југословенско драмско позориште[5]
- Страхотни гусари, 26.02.2002, Београд, Позориште „Душко Радовић” Београд[5]
- Казимир и Каролина, 14.12.2002, Сомбор, Народно позориште[5]
- ФАНТОМИ, 21.03.2003, Београд, Атеље 212[5]
- Капетан Џон Пиплфокс, 16.06.2003, Београд, Мало позориште 'Душко Радовић'[5]
- Госпођа министарка, 12.02.2004, Сомбор, Народно позориште[5]
- Разваљивање, 29.03.2004, Београд, Југословенско драмско позориште[5]
- Пут до Нирване, 20.05.2004, Београд, Атеље 212[5]
- ПУТ У НИРВАНУ, 20.05.2004, Београд, Атеље 212[5]
- Интимус, 25.05.2004, Београд, Народно позориште у Београду[5]
- Аждаја и царев син, 08.02.2005, Београд, Позориште лутака „Пинокио”[5]
- Лулу, 21.03.2005, Београд, Југословенско драмско позориште[5]
- Мала сирена, 18.05.2005, Београд, Мало позориште 'Душко Радовић'[5]
- Лажа и паралажа, 17.03.2006, Сомбор, Народно позориште[5]
- Неке девојке, 13.12.2006, Београд, Београдско драмско позориште[5]
- Маска, 15.03.2007, Сомбор, Народно позориште[5]
- Снежана и седам патуљака, 01.06.2007, Београд, Позориште Лутака 'Пинокио'[5]
- Виа Балкан, 25.11.2007, Сомбор, Народно позориште[5]
- Федрина љубав, 18.02.2008, Београд, Југословенско драмско позориште[5]
- Принцеза и жабац, 07.10.2008, Београд, Позориште 'Бошко Буха'[5]
- Паинкиллерс, 18.12.2008, Нови Сад, Српско народно позориште[5]
- Прослава, 09.06.2009, Београд, Атеље 212[5]
- Анђели у Америци, 02.10.2009, Београд, Београдско драмско позориште[5]
- Драма о Мирјани и овима око ње, 18.02.2010, Београд, Југословенско драмско позориште[5]
- Глорија, 05.10.2010, Београд, Позориште на Теразијама[5]
- Елијахова столица, 16.10.2010, Београд, Југословенско драмско позориште[5]
- Тимон Атињанин, 20.10.2010, Нови Сад, Српско народно позориште[5]
- Из јуначког живота грађанства, 21.01.2011, Београд, Југословенско драмско позориште[5]
- Приче из бечке шуме, 16.05.2012, Нови Сад, Српско народно позориште[5]
- Слуга двају господара, 11.10.2012, Нови Сад, Српско народно позориште[5]
- Слуга двају господара, 15.10.2012, Зрењанин, Народно позориште 'Тоша Јовановић'[5]
- Чудо у Шаргану, 21.03.2013, Ужице, Народно позориште у Ужицу[5]
- Летња ноћ без сна, 19.04.2013, Београд, Театар Вук[5]
- Госпођица, 26.04.2013, Београд, Југословенско драмско позориште[5]
- Ревизор, 04.06.2013, Београд, Атеље 212[5]
- Принцеза на зрну грашка, 16.11.2013, Београд, Мало позориште 'Душко Радовић'[5]
- Госпођа Олга, 23.11.2013, Сомбор, Народно позориште[5]
- Издаја, 15.12.2013, Београд, Југословенско драмско позориште[5]
- Змајеубице, 07.06.2014, Београд, Југословенско драмско позориште[5]
- Мизантроп, 18.12.2014, Нови Сад, Српско народно позориште[5]
- ХЕИМАТБУЦХ, 16.10.2015, Сомбор, Народно позориште[5]
- Пепељуга, 19.11.2016, Београд, Позориште 'Бошко Буха'[5]
- Електра, 25.12.2016, Београд, Народно позориште[5]
- Дон Жуан, 26.02.2017, Београд, Југословенско драмско позориште[5]
- Корешподенција, 01.02.2018, Београд, Звездара театар[5]
- Месец дана на селу, 02.02.2018, Београд, Југословенско драмско позориште[5]
- Лоренцачо, 28.05.2019, Београд, Југословенско драмско позориште[5]
- Коњић Грбоњић, 13.10.2019, Београд, Позориште 'Бошко Буха'[5]
- СЕМПЕР ИДЕМ, 23.11.2019, Сомбор, Народно позориште[5]
- Много буке ни око чега, 28.11.2019, Београд, Југословенско драмско позориште[5]